# Schlippenbach-Haus

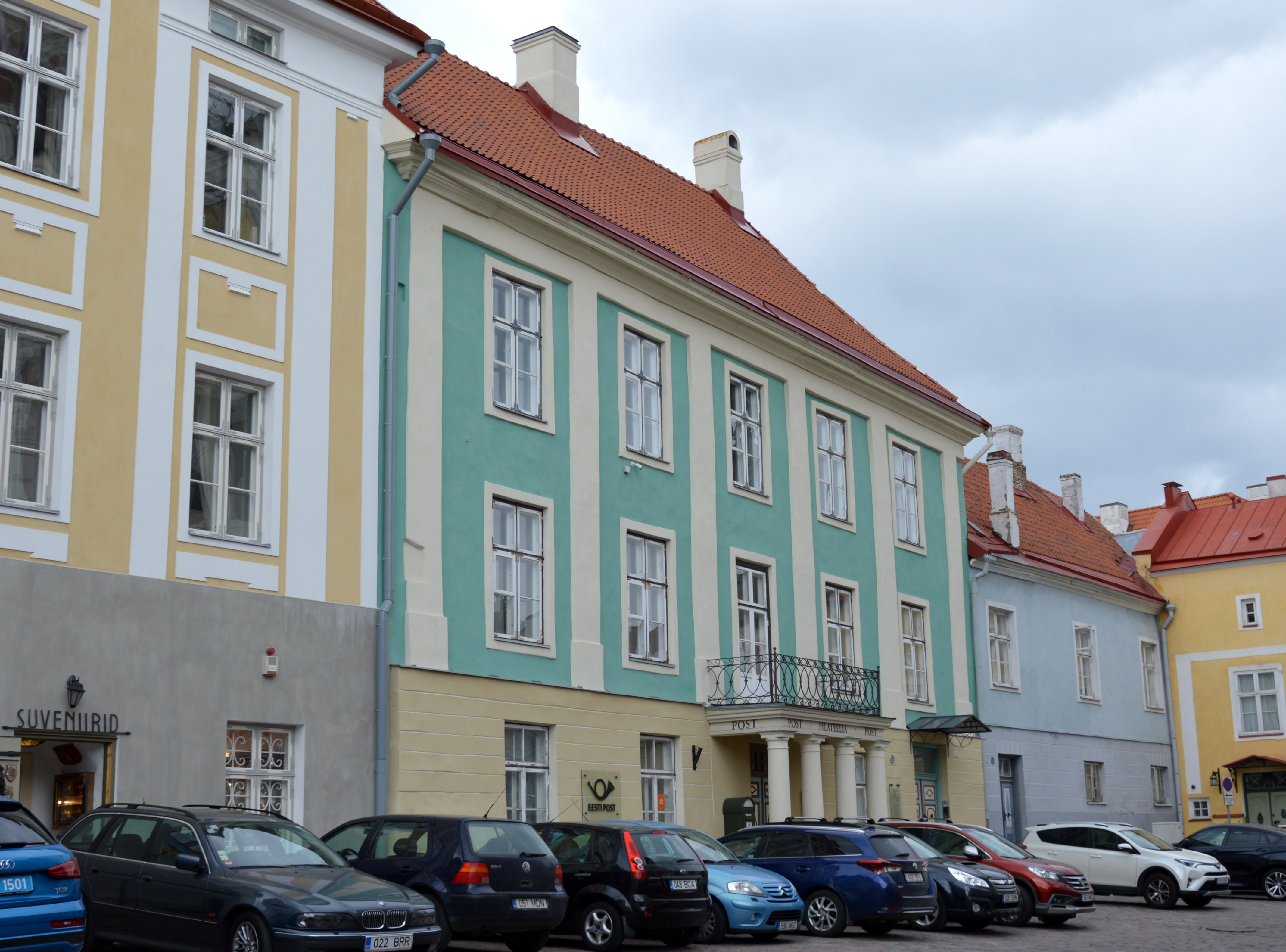
Schlippenbach-Haus, 2018

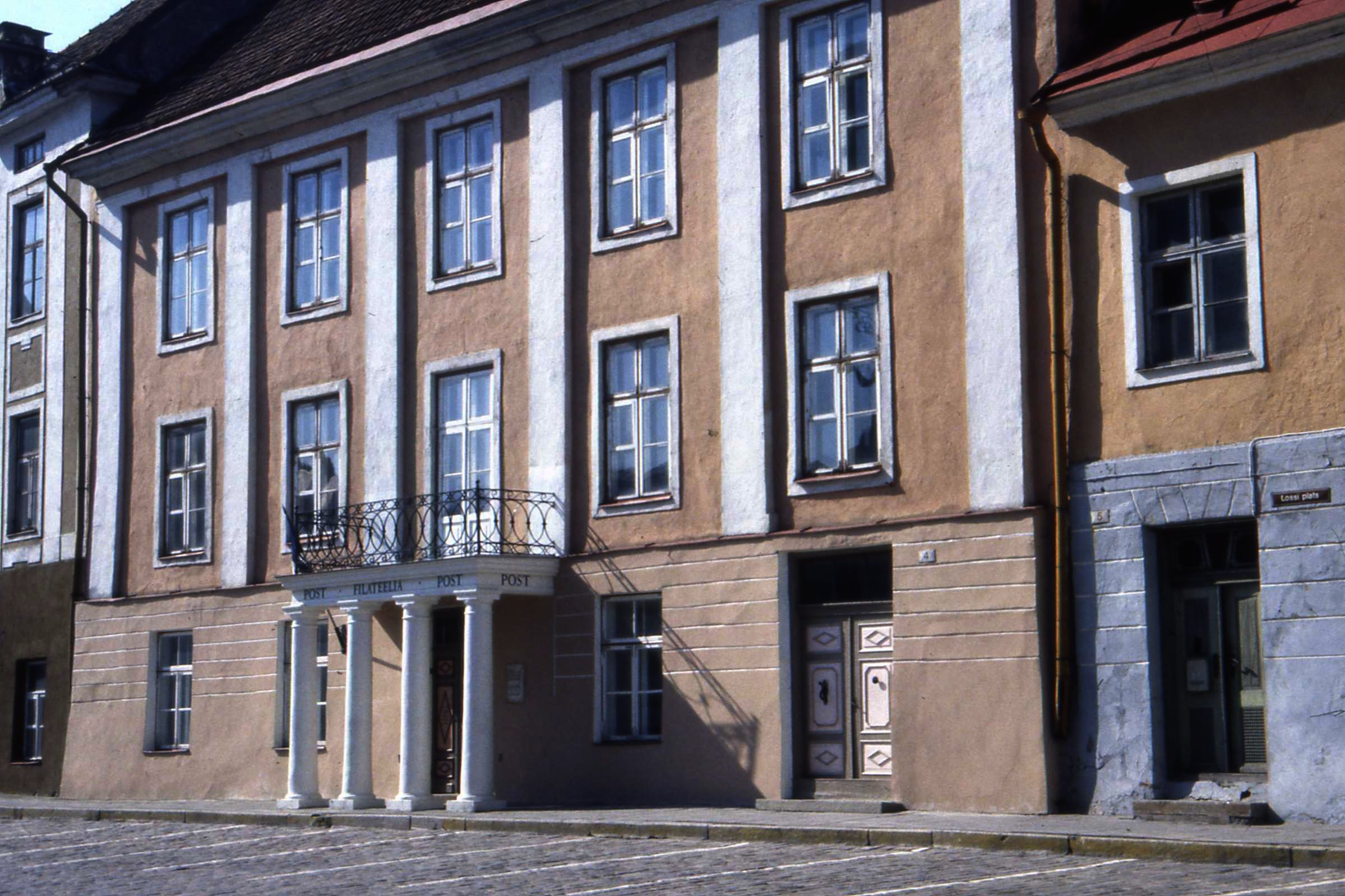
1996

Das Schlippenbach-Haus (estnisch Schlippenbachi elamu) ist ein denkmalgeschütztes Gebäude in der estnischen Hauptstadt Tallinn (deutsch Reval).

## Lage
Es befindet sich auf dem Domberg in der historischen Revaler Altstadt auf der Nordseite des Schlossplatzes (Lossi plats) an der Adresse Schlossplatz 4. Südlich vor dem Haus steht die ab 1894 errichtete Alexander-Newski-Kathedrale.

## Architektur und Geschichte
Das fünfachsige, im Stil des Klassizismus gestaltete Schlippenbach-Haus geht in seinem Kern bis auf das 17. Jahrhundert zurück. Zwischen 1661 und 1665 errichteten die Handwerker Peter Kleen und Hinr. Forberg ein zunächst nur eingeschossiges Gebäude. In der zweiten Hälfte des 18. Jahrhunderts erfolgte eine Aufstockung des Hauses um ein zweites Obergeschoss. Es folgten weitere Umbauten. 1825 entstand der Portikus mit vier toskanischen Säulen, die einen mittig vor dem ersten Obergeschoss angeordneten Balkon tragen.
Anfang des 18. Jahrhunderts lebte der zeitweilige Generalgouverneur von Schwedisch-Estland Wolmar Anton von Schlippenbach im Haus. Vom 24. Dezember 1711 bis zum 7. Januar 1712 hielt sich im Haus der russische Zar Peter der Große und seine Ehefrau Katharina I. während ihres Besuchs in Reval auf. Eine hieran erinnernde historische Marmortafel fehlte 1947 wieder. Heute erinnert eine neuere Gedenktafel an die beiden bekannten Gäste des Hauses. Bis 1721 gehörte Wolmar Anton von Schlippenbach das Gebäude. In der Folge wechselte häufiger der Eigentümer, bis es dann 1844 in das Eigentum der Familie von Meyendorff gelangte.
Das Innere des Hauses wird von einer prächtig gestalteten Treppe aus der Zeit des Spätklassizismus geprägt. Auch weitere Einrichtungselemente sind aus dieser Zeit erhalten.
Das Erdgeschoss des Gebäudes wird heute von der estnischen Post Eesti Post genutzt. In der oberen Geschossen sind Wohnungen untergebracht.
Als Denkmal wurde das Schlippenbach-Haus am 15. April 1997 registriert und ist unter der Nummer 3005 im estnischen Denkmalverzeichnis eingetragen.